# Salamandrella
Salamandrella là một chi động vật lưỡng cư trong họ Hynobiidae, thuộc bộ Caudata. Chi này có 1 loài và không bị đe dọa tuyệt chủng.

## Loài
- Salamandrella keyserlingii Dybowski, 1870
- Salamandrella schrenckii Strauch, 1870

## Hình ảnh

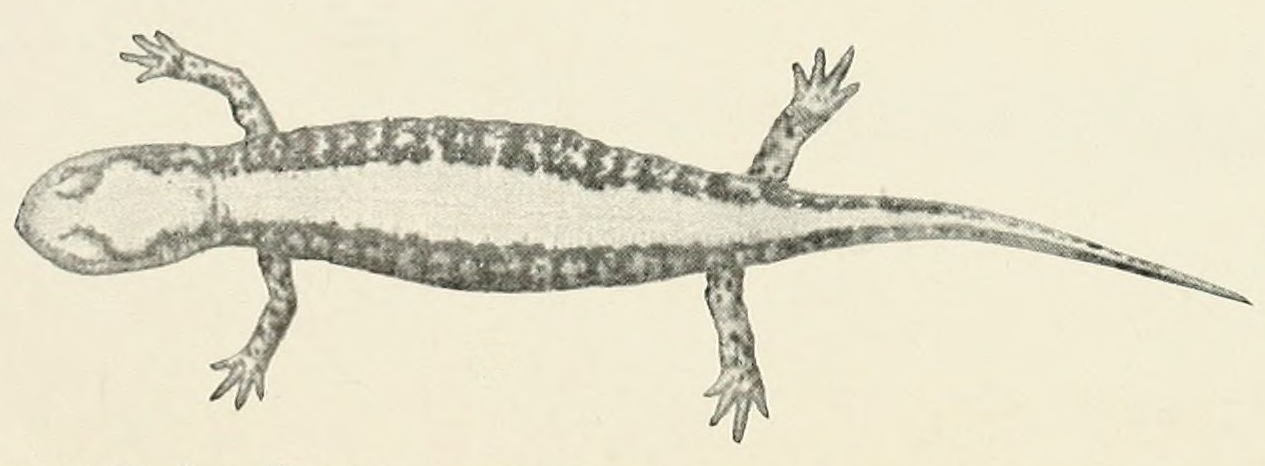
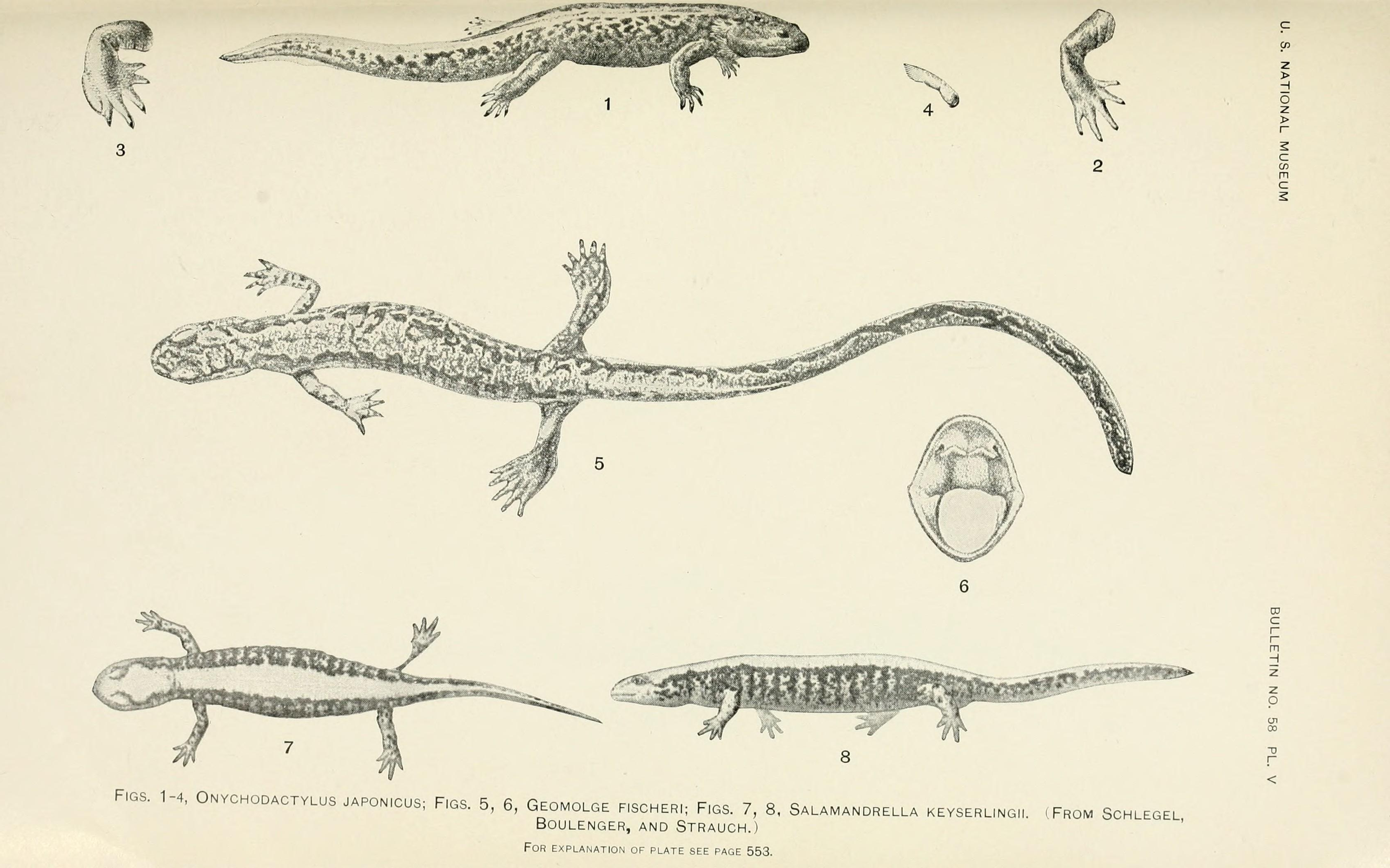